# Chauliogryllacris exserta
Chauliogryllacris exserta är en insektsart som först beskrevs av Brunner von Wattenwyl 1888.  Chauliogryllacris exserta ingår i släktet Chauliogryllacris och familjen Gryllacrididae. Inga underarter finns listade i Catalogue of Life.